# Tom Boyd (Schots voetballer)
Thomas "Tom(my)" Boyd MBE (Glasgow, 24 november 1965) is een Schots voormalig profvoetballer die speelde als verdediger, bij voorkeur als linksachter.
Boyd speelde 72 interlands in het Schots voetbalelftal  en liet één doelpunt aantekenen. Hij speelde mee op Euro 1992, Euro 1996 en het WK 1998.

## Clubcarrière
Boyd ging van start als betaald voetballer bij Motherwell in 1983. Acht jaar lang was de linksachter een vaste waarde bij de Wells. Als aanvoerder van de Steelmen won Boyd de Scottish Cup in 1991. De finale tegen Dundee United, een van de meest beklijvende ooit, eindigde 4–3.
In 1991 tekende Boyd bij de toenmalige Engelse middenmoter Chelsea, maar hij speelde slechts de helft van de competitiewedstrijden (23) op Stamford Bridge. Boyd nam vervolgens het besluit om terug te keren naar Schotland. Celtic bracht soelaas voor Boyd en op Celtic Park zou hij uiteindelijk een boegbeeld worden. Bij de Hoops werd aanvoerder Boyd  drie keer Schots landskampioen en won hij opnieuw twee keer de nationale voetbalbeker.
In 2003 stopte de verdediger als profvoetballer met meer dan 500 wedstrijden in de Schotse competitie op zijn conto.

## Erelijst
Motherwell
- Scottish Cup (1): 1990–91

 Celtic
- Scottish Football League (3): 1997–98, 2000–01, 2001–02
- Scottish Cup (2): 1994–95, 2000–01
- Scottish League Cup (3): 1997–98, 1999–00, 2000–01